# Дванадесет момичета и един мъж
„Дванадесет момичета и един мъж“ (на немски: Zwölf Mädchen und ein Mann) е австрийска криминална комедия на режисьора Ханс Куест от 1959 година.
Той е преработка на телевизионния филм от ФРГ „Гангстерът от Валенсия“(1957) по литературния сценарий на Волфганг Еберт.

## Сюжет
Действието на филма се развива в измисления високопланински курорт Оберхимелбрюн в Алпите, където е извършен обир.
За разследването е изпратен младия полицай Флориан Талер (Тони Зайлер). Неговото прикритие е любител на ските дошъл за двуседмичния си отпуск. Разследването върви трудно, защото непрекъснато на пътя на Флориан се изправят дузини млади и красиви скиорки, от които той се интересува повече, отколкото от самото престъпление. Всъщност престъпление не е имало. Обирът е бил инсцениран от местния полицейски началник в опит да предотврати закриването на полицейския участък в Оберхимелбрюн.